# Thomas Osborne, 1.º Duque de Leeds

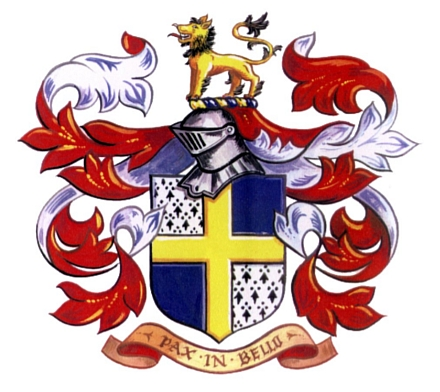
Brasão de armas de Osborne

Thomas Osborne, 1.º Duque de Leeds (20 de fevereiro de 1632 – 26 de julho de 1712) foi um político e nobre conservador inglês. Durante o reinado de Carlos II da Inglaterra, ele foi a figura principal do governo inglês por cerca de cinco anos, por volta de 1670. Thomas perdeu a estima devido à corrupção e outros escândalos. Ele sofreu impeachment e acabou sendo preso na Torre de Londres por cinco anos, até que Jaime II da Inglaterra aderiu em 1685. Em 1688, ele foi um dos Sete Imortais que convidaram Guilherme de Orange para depor Jaime II durante a Revolução Gloriosa. Thomas foi novamente a figura principal no governo da Inglaterra por alguns anos no início da década de 1690, antes de morrer em 1712.

## Família

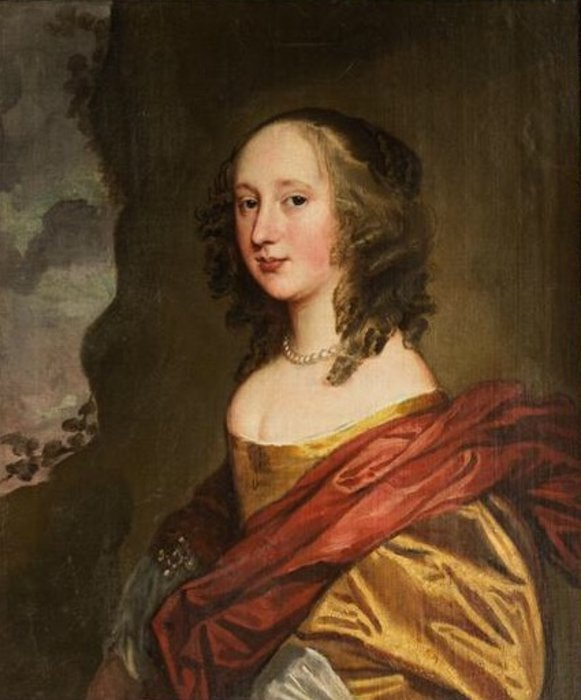
Bridget Osborne, Duquesa de Leeds

Thomas Osborne e sua esposa Bridget, filha de Montagu Bertie, 2.º Conde de Lindsey, casaram-se em 1651.  Eles tiveram nove filhos:
- Lady Catherine Osborne, (1653 – 1702) casou-se com o Hon. James Herbert e teve descendência
- Edward Osborne, Visconde Latimer (c.1655 – janeiro de 1689), casou-se com Elizabeth Bennet (m. 1680), sem deixar descendência
- filho (1657 a.C.?), morreu criança
- Lady Anne Osborne (1657–1722), casou-se primeiro com Robert Coke de Holkham (falecido em 1679) e teve descendência, casou-se em segundo lugar com Horatio Walpole (falecido em 1717), sem descendência
- Peregrino Osborne, 2.º Duque de Leeds (1659–1729)
- Lady Sophia Osborne (1661 – 8 de dezembro de 1746), casou-se primeiro com Donough O'Brien, Lorde Ibrackan, sem descendência, casou-se em segundo lugar com William Fermor, 1.º Barão Leominster e teve descendência
- Lady Bridget Osborne (1664, falecida em 9 de maio de 1718), casou-se primeiro com Carlos FitzCharles, 1.º conde de Plymouth, sem descendência, casou-se em segundo lugar com o Rt. Rev. Philip Bisse
- Lady Martha Osborne (c.1664 – 11 de setembro de 1689), casou-se, em 22 de maio de 1678, com Charles Granville, 2.º Conde de Bath, sem descendência
- filha (data desconhecida), morreu quando criança

Bridget morreu em Wimbledon em junho de 1703.